# Arnold Ludwig Gotthilf Heller
Arnold Ludwig Gotthilf Heller (Kleinheubach, 1º maggio 1840 – Kiel, 31 gennaio 1913) è stato un anatomista tedesco.

## Biografia
Studiò medicina presso le Università di Erlangen, Berlino e Lipsia, dal quale ebbe come istruttori Friedrich Albert von Zenker (1825-1898), Carl Ludwig (1816-1895) e Rudolf Virchow (1821-1902). Nel 1866 conseguì il dottorato medico e nel 1869 fu prese l'abilitazione per insegnare ad Erlangen. Nel 1872 diventò professore di patologia generale e anatomia patologica presso l'Università di Kiel.
Nel 1899 Heller dimostrò che la sifilide fu la causa di aneurisma aortico e con il suo assistente Karl Gottfried Paul Döhle (1855-1928) descrisse l'aortite sifilitica, una condizione a volte chiamata "sindrome di Döhle-Heller".
Nel 1869 ha dimostrato come la propulsione linfatica si svolge nei vasi linfatici.

## Opere principali
- Über selbständige rhytmische Contractionen der Lymphgefässe. Centralblatt für die medicinischen Wissenschaften, Berlin, 1869.
- Strictur der Pulmonalarterie. Virchow's Archiv für pathologische Anatomie und Physiologie und für klinische Medizin, Berlin. 1870.
- Ueber die syphilitische Aortitis und ihre Bedeutung für die Entstehung von Aneurysmen. Verhandlungen der deutschen pathologischen Gesellschaft, Stuttgart, 1900, page 346.